# Kathu Solar Park
Kathu Solar Park est une centrale solaire thermique de type CSP opéré par le groupe français Engie depuis 2019, implantée en Afrique du Sud dans la province du Cap-Nord.

## Description
Autorisé en 2011, le projet est relancé en 2014 par l'appel d’offres lancé par gouvernement sud-africain et remporté par Engie. Deux tarifs d’achat sont négociés, un en journée et un au moment des pics de consommation du soir, avec un contrat de vingt ans avec la compagnie nationale Eskom. Le financement est bouclé en 2016. Engie prend 45 % du capital de ce projet public-privé de 750 millions d’euros, aux côtés de banques et fonds d’investissements sud-africains, ce qui permet de démarrer la construction de la centrale le 26 mai 2016.
Le site comporte 384 000 miroirs sur une surface de 5 km2. L'énergie concentrée permet de chauffer du sel qui permet ensuite de produire de la vapeur et d'alimenter une turbine produisant de l'électricité. L’inertie thermique du sel permet également de produire de l'électricité pendant 4 h 30 après le coucher du soleil pour les besoins du début de soirée.

### Sources
- (en) Cet article est partiellement ou en totalité issu de l’article de Wikipédia en anglais intitulé « Kathu Solar Park » (voir la liste des auteurs).